# Mihai Suțu
Mihail „Draco” Suțu (n. 1730 – d. 1803, Constantinopol, Imperiul Otoman), a fost domn în Țara Românească de trei ori: 5/17 iulie 1783 (sosirea firmanului de numire la București) - 26 martie/6 aprilie 1786, martie 1791 - 30 decembrie 1792/10 ianuarie 1793, 7/9 octombrie 1801 - 10/22 mai 1802 și în Moldova: 30 decembrie 1792/10 ianuarie 1793 - 25 aprilie/6 mai 1795.

## Domnii
Tatăl său a fost Constantin „Draco” Suțu (în greacă Κωνσταντίνου Δράκου-Σούτσου). A fost înrudit prin mama sa cu Mavrocordații. Fratele său a fost Nicolae Suțu. A fost dragoman al Înaltei Porți între 17 ianuarie 1782 și 5 iulie 1783, dar a fost destituit, exilat în insula Tenedos, mai apoi iertat și numit domn în Țara Românească. În acea vreme se pregătea un nou război ruso-turc, la care avea să participe și Austria. În 1786 a fost înlocuit cu Nicolae Mavrogheni. În 1791 după pacea de la Șiștov, când turcii și austriecii părăsesc Țările Române, iar Suțu reprimește tronul. După doi ani, în 1793, este mutat în Moldova în locul lui Alexandru Moruzi, care este numit domn în Țara Românească. Acest schimb de domnii s-a făcut sub motivația că Suțu ar fi fost mai folositor turcilor de pe tronul Moldovei. În 1795 este înlocuit cu Alexandru Callimachi, deoarece turcii erau nemulțumiți de activitatea sa.
A făcut parte din Masonerie, cu rangul de „venerabil”.
În a treia domnie din Țara Românească (1801 - 1802) își schimbă atitudinea binevoitoare din precedentele domnii și devine la fel de lacom de bani ca și ceilalți fanarioți. Invazia Pazvangiilor îl determină pe Suțu să fugă cu toată averea și cu mulți dintre boieri în Transilvania. De aici a plecat în Austria și apoi în Rusia sub a cărei influență politică era. Sub aceeași protecție rusească se mută la Constantinopol, unde a și murit în 1803, în sărăcie.